# 가스 원심분리기

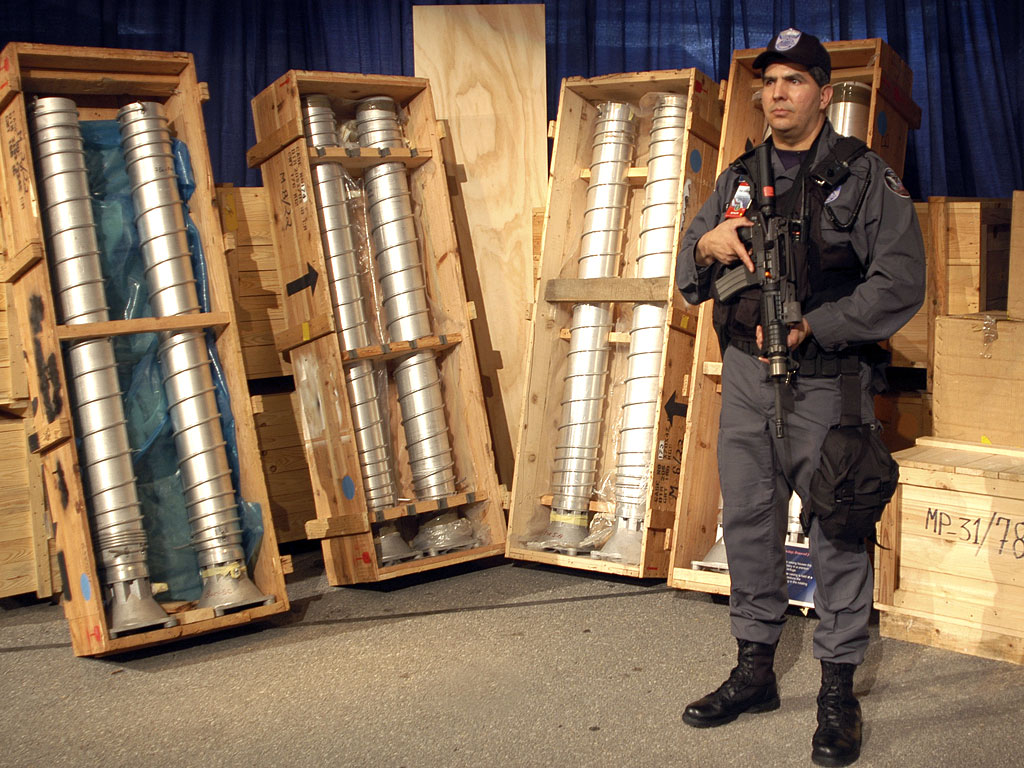
리비아의 원심분리기

가스 원심분리기는 가스의 동위 원소 분리를 하는 장치를 말한다. 우라늄-235를 분리 하는데 사용할 수 있다.

## 구조
고속으로 원통을 회전시키면, 원심력에 의해 가스 안에 있는 무거운 원자는 밖으로 밀려난다. 가스 원심분리기는 우라늄-235를 분리하는데 사용된다.
윤덕민 전 국립외교원장은 "플루토늄 생산에는 원자로 시설이 필수적이어서 시설을 쉽게 파악할 수 있지만 고농축 우라늄은 지하에서 은밀하게 제조가 가능하다"며 "원심분리기 수천개를 가동하더라도 200~300평 정도의 비교적 작은 공간만 있으면 충분하기 때문"이라고 말했다. 국제원자력기구(IAEA)가 1993년 남아공을 사찰했을 때 놀이공원 내 간이 건물 지하에서 숨겨진 원심분리기를 발견하기도 했다.

## 북한
북한 영변 핵시설의 원심분리기는 2010년 미국에 공개했으며, 8000Kg SWU/년의 속도라고 밝혔다. 미국은 북한이 대량의 머레이징강을 수입했다는 정보를 수집했다. 머레이징강을 사용하는 파키스탄 최신형 P-4 원심분리기의 속도가 21 SWU/년인데, 이란이 2014년에 비슷한 속도의 IR-8을 개발했다.
2차 북핵위기가 발생하면서 KEDO 사업이 중단됐다. 북한이 우라늄 농축 기술을 이란에서 넘겨받았을 것이라는 추측이 있다. 탄도미사일 기술을 이란에 넘기고 우라늄 농축 기술을 대가로 받았다는 것이다. 이란이 농축 기술을 엄청나게 축적해놓았기에 나온 추측이다.

## 이란
2010년 4월 9일, 이란은 기존 보다 6배 속도인 제3세대 원심분리기 개발을 완료, 대량설치하여 가동을 시작했다고 발표했다.
2012년 2월 15일, 이란은 제4세대 원심분리기 개발에 성공했으며, 대량으로 설치해서 가동을 시작했다고 발표했다. IR-4 원심분리기는 기존의 모델 보다 3배 속도가 빨라졌다고 주장했다.
2014년 12월, 이란이 최신형 IR-8 원심분리기 개발에 성공했다. 아직 시험가동을 시작하지는 않았다.
2017년 1월 29일, 이란은 최신형 IR-8 원심분리기를 시험가동하기 시작했다. 20 SWU/년의 속도를 가진 것으로 알려졌다.

## 비교
- 지페,  독일, 1940년대, 알루미늄, 0.44 SWU/년
- P-1,  파키스탄, 1960년대, 알루미늄, 2-3 SWU/년
- P-2,  파키스탄, 1960년대, 머레이징강, 5-6 SWU/년
- P-3,  파키스탄, 1980년대, 머레이징강, 12 SWU/년
- P-4,  파키스탄, 1980년대, 머레이징강, 21 SWU/년
- TC-11,  독일, 유렌코 5세대 원심분리기, 1980년대, 합성섬유, ? SWU/년
- TC-12,  독일, 1990년대, 합성섬유, 40 SWU/년
- TC-21,  독일, 2000년대, 합성섬유, 100 SWU/년
- AC100,  미국, 2000년대, 합성섬유, 330 SWU/년

## 같이 보기
- 롯카쇼무라 우라늄 농축공장 - 일본 롯카쇼 촌에 위치한 우라늄 농축 공장